# Дадиља из пакла
Дадиља из пакла (енгл. The Babysitter) амерички је тинејџерски црно-хумористички слешер хорор филм из 2017. године, редитеља Макџија и сценаристе Брајана Дафилда. Главне улоге играју Самара Вивинг, Џуда Луис, Хана Меј Ли, Роби Амел и Бела Торн. Филм је објављен 13. октобра на Netflix-у и добио је углавном позитивне критике критичара. Наставак, Дадиља из пакла 2: Краљица смрти, објављен је 10. септембра 2020. године.

## Радња
Предтинејџера, Кола, малтретира његов комшија, Џереми, али његова дадиља, Би, која је једна од његових једина два пријатеља, стаје у његову обрану и уплаши Џеремија. Следећег дана, када његови родитељи оду да преноће у хотелу, Би и Кол проводе квалитетно време заједно док он не мора да оде у кревет. Би му нуди пиће, али он га кришом сипа када она не гледа.
Кола је охрабрен поруком од комшинице и друге пријатељице, Мелани, да оде да види шта Би намерава да уради након што он оде на спавање. Он види Би и неколико њених пријатеља из средње школе (Макс, Џон, Алисон, Сонја и Самјуел) како играју игру истине или изазова форматирану као игру окретања флаше. Међутим, док Би љуби Самјуела због изазова, она извлачи два бодежа иза леђа и забија их у његову лобању. Остали скупљају Самјуелову крв, откривајући да су чланови демонског култа. Кол жури у своју собу где зове хитну, обује ципеле и проналази свој џепни нож. Он се претвара да спава док Би и чланови култа улазе у његову собу како би узели узорак његове крви. Након што оду, он покушава да побегне кроз прозор, али Би се тајно крије у својој соби и чека док се Кол не онесвести од исцрпљености и губитка крви.
Би и њен култ постављају питања Колу, док одбијају његова питања говорећи да им је потребна његова крв за научни пројекат. Када стигну два полицајца, Макс убија једног од њих жарачем, али други полицајац случајно пуца Алисон у груди пре него што му Би пререже врат. Кол је приморан да да култу полицијски код да опозове остале полицајце. Док Алисон плаче због тога што је упуцана, Кол јури уз степенице; Џон га прогања, али је гурнут преко ограде, спуштајући се на трофеј који му набија врат.
Кол бежи кроз прозор своје спаваће собе и крије се у простору испод своје куће. Иако га Сонја пронађе, он је зароби у подруму, а затим запали ватрометну ракету спрејом против буба, спаливши је на смрт. Након што је показао захвалност за Колову домишљатост и подстакао га да почне да се заузима за себе, Макс јури Кола до кућице на дрвету; Макс је убијен када падне и обешен је за замах конопца. Кол бежи у Меланину кућу, али Би га прати. Док се крије у соби, Кол се извињава Мелани што ју је увукао у ову ситуацију и уверава је да ће се он побринути за ствари. Он тражи од Мелани да позове полицију, а онда га она пољуби пре него што он оде.
Кол се враћа својој кући и проналази Алисон како се претвара да је мртва; пре него што успе да убоде Кола кухињским ножем, Би је убија пандурском сачмаром. Би објашњава Колу да је некада била несигурна као он, све док није склопила договор са Ђаволом да добије шта год је желела жртвујући невине људе и проливајући њихову крв на древну књигу док рецитује њене стихове. Од тада је путовала од града до града, хватајући младе дечаке попут њега. Иако му нуди да се придружи њеном култу, Кол одбија и спаљује књигу чаролија. Он жури до Меланине куће да узме ауто њеног оца и судара га у своју кућу док је Би усредсређена на запаљену књигу. Након што се аутомобилом залети у њу, Кол и Би се емотивно опраштају пре него што Кол искочи из олупине и остави је да умре. Док полиција и екипа хитне помоћи стижу, Кол говори родитељима да му више не треба дадиља.
Касније, Би напада ватрогасца који пролази кроз Колову кућу.

## Улоге
- Самара Вивинг као Би, Колова привлачна дадиља и тајни вођа култа који следи ђавола[2]
- Џуда Луис као Кол, предтинејџерски дечак чији родитељи ангажују дадиљу када изађу. Недостаје му самопоуздање и често га малтретирају, али учи да узврати када култ покуша да га убије.[3]
- Хана Меј Ли као Сонја, Биина другарица и готичарка која је део њеног култа[4]
- Роби Амел као Макс, Биин пријатељ и спортиста који је део њеног култа[5]
- Бела Торн као Алисон, Биина пријатељица и навијачица која је део њеног култа[6]
- Ендру Бачлор као Џон, Биин пријатељ и шаљивџија који је део њеног култа[7]
- Емили Алин Линд као Мелани, Колова комшиница и пријатељица, која је потајно заљубљена у њега и подстиче га да шпијунира Би[8]
- Лесли Биб као мама, Колова мајка
- Кен Марино као тата, Колов отац
- Даг Хејли као Самјуел, несрећна жртва Би и њеног култа
- Мајлс Џ. Харви као Џереми, Колов комшија који га малтретира
- Крис Вајлд као Хуан, Меланин досадни отац

## Продукција
Дана 24. новембра 2014. године, објављено је да је сценарио хорор комедије Брајана Дафилда, под називом Дадиља из пакла, купила продукцијска кућа Макџија, Wonderland Sound and Vision, а да Макџи и Мери Вајола продуцирају филм. Пројекат је донео извршни продуцент Стивен Бело. У децембру 2014. године, сценарио се појавио на црном списку најбољих непродуцираних сценарија у Холивуду 2014. Џо Линч и Џејсон Ајзенер су преговарали о режији филма. Дана 10. септембра 2015. године, Макџи је ангажован за режију филма за New Line Cinema, док Wonderland суфинансира филм, заједно са Boies/Schiller Film Group-ом. Снимање је почело 27. октобра 2015. у Лос Анђелесу.

## Објављивање
У децембру 2016. године, Netflix је преузео права на дистрибуцију филма од New Line Cinema-е. Премијера филма била је 13. октобра 2017. године на услузи.

## Пријем
На Rotten Tomatoes-у, филм има оцену одобравања од 72% на основу 29 рецензија, са просечном оценом 6,6/10. Консензус критичара сајта гласи: „Уживајући, иако не и посебно оригиналан, Дадиља из пакла максимално користи своје познате жанровске састојке са енергичном режијом и убиственом глумачком поставом.”
Феликс Васкез Млађи из Cinema Crazed назвао ју је: „Сјајна хорор комедија са истински дирљивом причом о одрастању увученом испод канте крви и сатанизму.” Мет Донато из Dread Central-а дао му је 4 од 5 и написао: „Макџијева урнебесна и језива окултна комедија доказује да Самара Вивинг вреди седамдесет милијарди пута, претварајући је у 'ит' девојку новог жанра преко ноћи.”
Вилијам Бибијани из IGN-а дао је филму 4,8 од 10, рекавши да „Дадиља из пакла Netflix-а не функционише ни као хорор филм ни као комедија.” Блејк Гобл из Consequence of Sound-а критиковао је филм, рекавши да „Макџијева хиперреференцијална слешер комедија пропада и као хорор филм и као мета-коментар.” Штавише, назвао је филм „гнусним” и предложио разне друге увреде како би описао филм, закључивши са: „Не може се довољно јасно рећи – клони се Дадиље из пакла.”

## Наставак
је 26. септембра 2019. објавио да се продуцира наставак филма Дадиља из пакла, а Макџи се враћа као редитељ и продуцент. Убрзо након објаве, објављено је да ће Макџи, Ден Лагана, Бред Морис и Џими Ворден написати сценарио за наставак. Вратили су се и оригинални глумци Луис, Вивинг, Торн, Амел, Ли, Бачлор, Линд, Марино и Биб. Филм је објављен 10. септембра 2020. године на Netflix-у.